# Jens Kjeldsen
Jens Nielsen Kjeldsen (født 9. januar 1830 i Halling Sogn, død 17. januar 1915) var en dansk gårdejer, sognefoged og politiker. Han var medlem af Folketinget fra 1884 til 1890.

## Opvækst og erhverv
Jens Kjeldsen blev født  i Halling Sogn mellem Randers og Århus i 1830 som søn af gårdejer Niels Sørensen Sellinger. Han overtog sin fars gård som var på 6½ tønder hartkorn i 1861 og overdrog den til en svigersøn i 1905. Han var sognefoged fra 1869 til 1884.

## Politisk karriere
Kjeldsen var medlem af sognerådet i Søby-Skader-Halling Kommune fra 1862 til 1870 og sognerådsformand i 1864. Han blev amtslig taksationsmand for udlån af offentlige midler i 1896.
Han stillede op til Folketinget i Hørningkredsen ved valget i 1884 og vandt over gårdejer N.R. Sørensen-Egaa som senere blev medlem af Landstinget. Ved valget i 1887 vandt han igen over Sørensen-Egaa, men tabte efterfølgende ved folketingsvalget i 1890 til proprietær P. Bjerre. En medvirkende årsag til hans valgnederlag var at han ikke havde støtttet et forslag om at forbyde margarine af hensyn til landbruget, men i stedet mente at margarine skulle tillades for at give de dårligst stillede i landet en god og billigt fødevare. Efter valgnederlaget stillede Kjeldsen ikke op til flere folketingsvalg.
Kjeldsen var Bjørnbakker.  I Folketinget tilsluttede han sig efter valget i 1884 gruppen Folketingets Venstre som blev ledet af Viggo Hørup, men fulgte ikke altid partilinjen. Specielt stemte han sammen med Christen Bergs gruppe Det danske Venstre mod forslaget om at forbyde margarine. Senere indgik han i Det forhandlende Venstre.